# إيناس السقا
إيناس محمد السقا (أم أحمد؛ 26 مارس 1970 - 31 أكتوبر 2023) فنانة فلسطينية في مجال الفنون البصرية والمسرح، ولدت في قطاع غزة، درست هندسة الديكور وحصلت أيضاً على بكالوريوس الخدمة الاجتماعية من جامعة القدس المفتوحة. عاشت سنوات طويلة بالجمهورية المصرية ثم عادت لتستقر بالقطاع.
اغتيلت هي وثلاثة من أبنائها ( لينا، سارة، إبراهيم) في 31 أكتوبر 2023 خلال ضربةٍ جوية نفذتها القوات الجوية الإسرائيلية على منزل عائلة الوحيدي قرب مفترق الصناعة الذي نزحوا إليه بعد مغادرتهم المركز الثقافي الأرثوذكسي بعد تعرضه للتهديد في مدينة غزة وذلك خلال الرد الإسرائيلي على عملية طوفان الأقصى. ويذكر أنها متزوجة من علاء أبو سيدو.
نعتها وزارة الثقافة الفلسطينية في بيان جاء فيه «استشهاد الفنانة إيناس السقا وابنتيها لين وسارة إثر القصف المتواصل على قطاع غزة، وسبق أن نفذت الكثير من ورش الدراما والمسرح مع الأطفال، وشاركت في العديد من الأنشطة التفاعلية المجتمعية».

## سيرتها الفنية
كانت السقا من أوائل الفنانات اللواتي عملن في المسرح بغزة، وشاركت في ورش عمل مسرحية كثيرة وأفلام منها:
- مسرحية "الدب" و"في شي عم بصير" بالتعاون مع مسرح عشتار بالقدس والأكاديمية السويدية.
- مسرحية "فيلم سينما" للمخرج حسين الأسمر عام 2009.
- مسرحية "كل شي تمام" نص لعاطف أبو سيف و إخراج حسين الأسمر عام 2010.
- مسرحية "نساء غزة وصبر أيوب" للمخرج سعيد البيطار عام 2011. وحضر الافتتاح الفنان السوري دريد لحام وزوجته.
- مسرحية "كلهم أبنائي" للمخرج ناهض حنونة، نص لآرثر ميلر عام 2011.
- فيلم "ميلاد" للمخرجة أماني أبو رمضان عام 2008.
- فيلم "عصفور الوطن"، إخراج مصطفى النبيه عام 2010.
- فيلم "سارة" للمخرج خليل المزين، وهو فيلم روائي طويل حاز العديد من الجوائز العالمية عام 2014.

## روابط خارجية
- إيناس السقا على موقع IMDb (الإنجليزية)